# Tarzán (serie de televisión de 2003)
Tarzán (inglés: Tarzan) es una serie de televisión estadounidense que se estrenó el 5 de octubre de 2003 y se transmitió por WB Television Network. Basada en la serie de libros sobre Tarzán de Edgar Rice Burroughs. El escenario de esta serie fue la ciudad de Nueva York, siendo esta una adaptación moderna de la historia de Burroughs. La serie fue cancelada después de ocho episodios.

## Reparto
| Personaje           | Actor                |
| ------------------- | -------------------- |
| John Clayton Tarzán | Travis Fimmel        |
| Kathleen Clayton    | Lucy Lawless         |
| Richard Clayton     | Mitch Pileggi        |
| Jane Porter         | Sarah Wayne Callies  |
| Nicki Porter        | Leighton Meester     |
| Sam Sullivan        | Miguel A. Núñez, Jr. |
| Howard Rhinehart    | James Carroll        |
| Gary Lang           | Marcus Chait         |
| Donald Ingram       | Tim Guinee           |
| Patrick Nash        | Douglas O'Keeffe     |
| Gene Taylor         | Fulvio Cecere        |
| Scott Connor        | Joe Grifasi          |
| Michael Foster      | Johnny Messner       |
| Tim Sweeney         | David Warshofsky     |
| Kelvin Cabezas      | Huanio               |